# Cratere Gawain
Gawain è un cratere sulla superficie di Mimas.